# Thomas Arne
Thomas Arne (London, 1710. március 12. – London, 1778. március 5.) angol zeneszerző.
Kárpitos apja ügyvédi pályára szánta és későn engedte a művészpályára; a titkon tanult ifjú első dalműve 1733-ban már szinte került. Thomson szövegére német és olasz népzene jellegű Comus című operát írt, majd Shakespeare-ére A vihart, összesen mintegy 30-at. Művei közül az idilliek voltak a legsikerültebbek. Számos kisebb énekművet írt nejének, Geminiani tanítványának, az énekes Cecilia Youngnak. Egyesek szerint ő szerezte a Rule Britannia (Németországban más szöveggel a nép közt elterjedt) angol néphimnusz dallamát.